# Lissotriton
A Lissotriton a kétéltűek (Amphibia) osztályának farkos kétéltűek (Caudata) rendjébe, ezen belül a szalamandrafélék (Salamandridae) családjába tartozó nem.

## Rendszerezés
A nembe az alábbi 10 faj tartozik:
- ibériai gőte (Lissotriton boscai) (Lataste, 1879)
- Lissotriton graecus (Wolterstorff, 1906)
- talpas gőte (Lissotriton helveticus) (Razoumowsky, 1789)
- olasz gőte (Lissotriton italicus) (Peracca, 1898)
- Lissotriton kosswigi (Freytag, 1955)
- kaukázusi gőte (Lissotriton lantzi) (Wolterstorff, 1914)
- Lissotriton maltzani (Boettger, 1879)
- Lissotriton meridionalis (Boulenger, 1882)
- kárpáti gőte (Lissotriton montandoni) (Boulenger, 1860)
- pettyes gőte (Lissotriton vulgaris) (Linnaeus, 1758) - típusfaj

## Képek

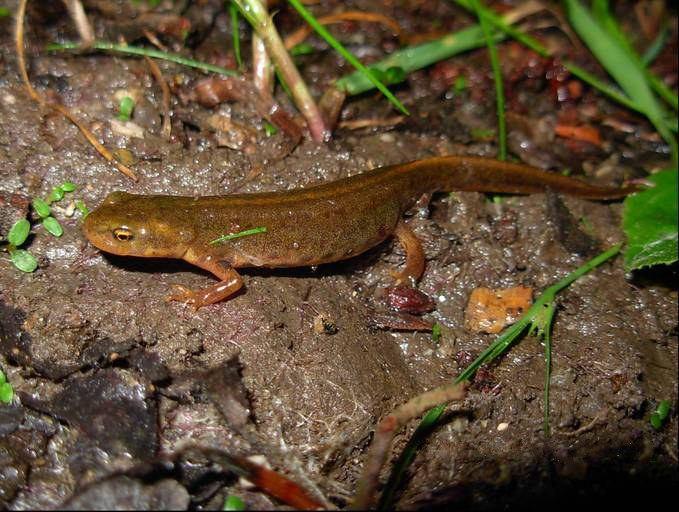
Lissotriton boscai
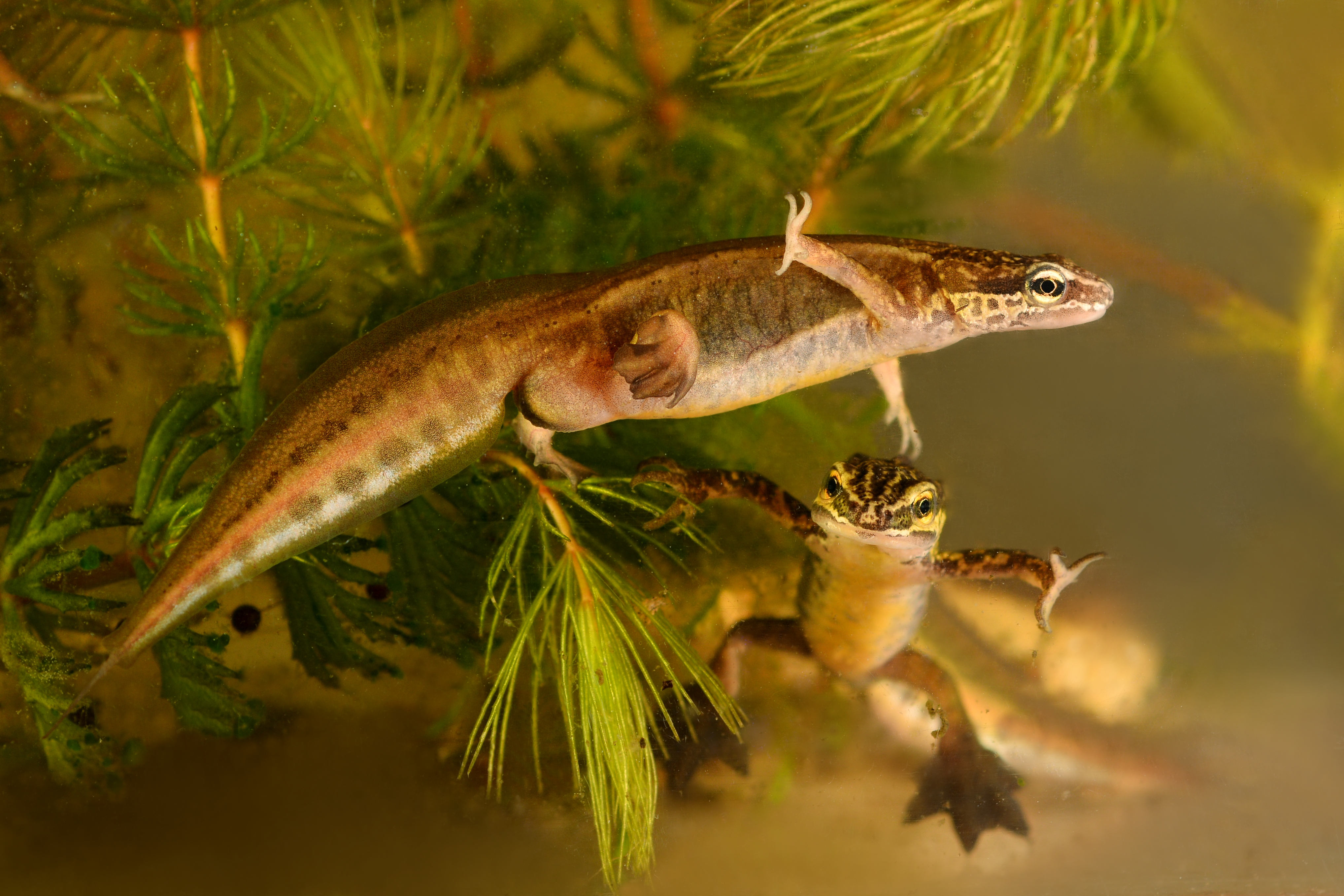
Lissotriton helveticus
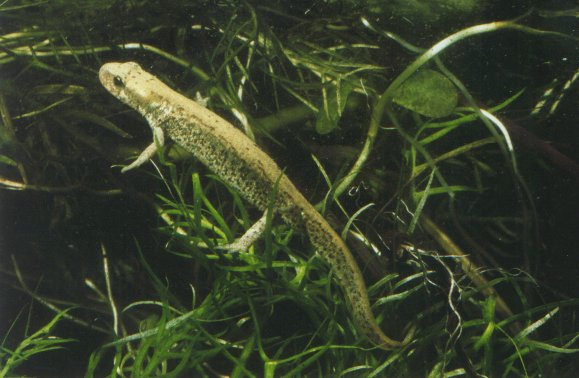
Lissotriton italicus
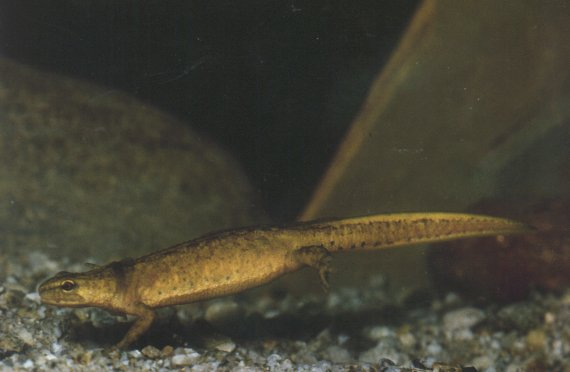
Lissotriton montandoni

## Fordítás
- Ez a szócikk részben vagy egészben  a   Lissotriton című angol Wikipédia-szócikk ezen változatának fordításán alapul.  Az eredeti cikk szerkesztőit annak laptörténete sorolja fel. Ez a jelzés csupán a megfogalmazás eredetét és a szerzői jogokat jelzi, nem szolgál a cikkben szereplő információk forrásmegjelöléseként.